# 勒兰西区
勒兰西区是法国法蘭西島大區塞纳-圣但尼省所辖的一个区。总面积149.6平方公里，总人口766175，人口密度4116人/平方公里（2018年）。

## 辖区
勒兰西区辖有22个市镇。